# أثر جائحة فيروس كورونا على الصحافة

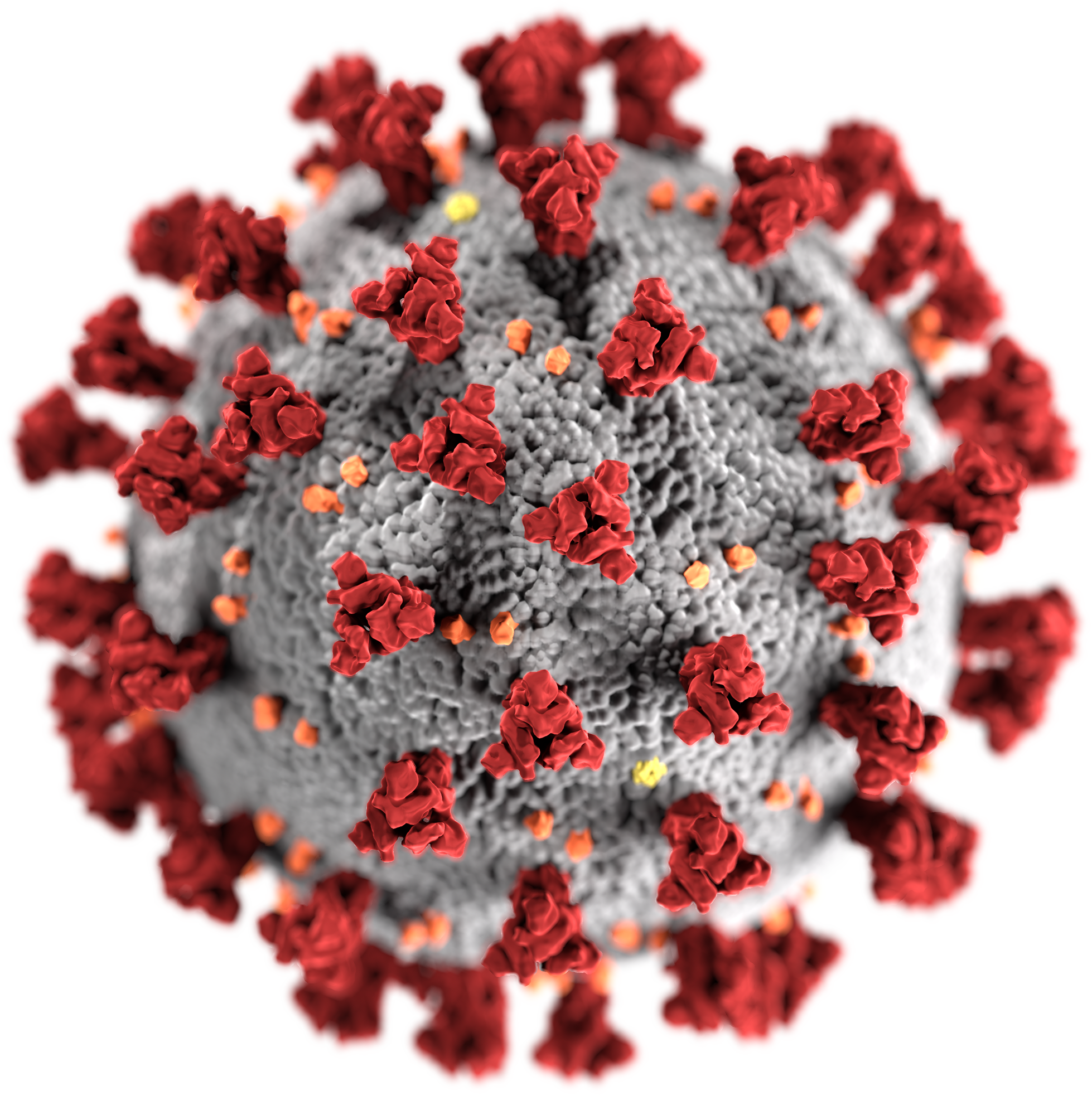

أثرت جائحة كوفيد-19 بصورة ملحوظة على قطاع الصحافة وعمل الصحفيين، إذ تكبدت العديد من الصحف المحلية خسائر فادحة في عائدات الإعلانات بسبب فيروس كورونا؛ استُغني عن خدمات الصحفيين، وتوقفت عمليات النشر. خفّضت العديد من الصحف قيمة محتواها المدفوع مقابل بعض أو كل تغطيتها الإعلامية لفيروس كورونا. عمل الصحفيون على إنتاج تغطية إعلامية للجائحة عبر مكافحة التضليل الإعلامي، وتوفير أحدث توصيات الصحة العامة، وعرض المحتوى الترفيهي لمساعدة الناس على التأقلم مع تأثير الفيروس.

## الرقابة
تعرّض الصحفيون في بعض البلدان، بما فيها تركيا، ومصر، والهند، وبنغلاديش، والعراق، وإيران، ونيجيريا، وإثيوبيا، وكينيا، وساحل العاج، وزيمبابوي، وفنزويلا، وبيلاروسيا، والجبل الأسود، وكوسوفو، وكازاخستان، وأذربيجان، وماليزيا، وسنغافورة، والفلبين، والصومال، للاعتقال أو تلقوا تهديدات بسبب تغطيتهم لجائحة كوفيد-19.
اعتقلت السلطات الأردنية مالك قناة رؤيا الفضائية، فارس صايغ، ومديرها الإخباري محمد الخالدي، بتهمة الإبلاغ عن نقص الوظائف والأموال التي يحتاجها العمال لإطعام عائلاتهم خلال حظر التجول في منتصف أبريل.
وقّع الرئيس الروماني كلاوس يوهانيس على مرسوم طوارئ في 16 مارس، يمنح السلطات الحق بإزالة مواقع الويب التي تنشر «أخبارًا زائفة» حول جائحة كوفيد-19 أو الإبلاغ عنها أو إغلاقها، دون منح أي فرصة للطعن فيه.

## أستراليا
أعلنت شركة بزفيد عزمها على إيقاف عملياتها الإخبارية في أستراليا والمملكة المتحدة، ويعود ذلك جزئيًا إلى انخفاض عائدات الإعلانات بسبب الجائحة، لتسرّح الشركة مؤقتًا موظفيها الأربعة العاملين في أستراليا نتيجة سياسة تخفيض عدد العاملين.

## كندا
يُعزى عدد من حالات التسريح المؤقت وإغلاق الصحف إلى الجائحة.
جرى تعليق إنتاج جميع المنشورات الأسبوعية المملوكة لشبكة سالتواير لمدة 3 أشهر في المناطق الكندية الواقعة قبالة سواحل الأطلسي، في حين استمر إنتاج الصحف اليومية الأربعة فقط (ذا كرونيكل هيرالد، وكيب بريتون بوست، وذا غارديان، وذا تلغرام). عمدت ذا كوست، إحدى الصحف البديلة الأسبوعية في هاليفاكس، إلى تسريح الموظفين.
أوقفت بوستميديا نشر صحف مانيتوبا المتمثلة في كل من ألتونا ريد ريفير فالي إيكو، وكارمان فالي ليدر، وإنترليك سبيكتيتر الصادرة في غيملي، وموردن تايمز، وسيركيلك جورنال، وستونوول آرغوس وتيولن تايمز، ووينكلير تايمز، وذا برايري فارمر، بينما أغلقت في أونتاريو صحف كينغسفيل ريبورتر، وليكشور نيوز الصادرة في وينسدور، إيسكس، ولاسالي بوست، وتيكومسا شورلاين ويك، وتيبوري تايمز. علاوةً على ذلك، أوقفت كل من ذا ناباني غايد وباريس ستار إصداراتهما المنشورة، وأصبحتا متوفرتان على الإنترنت فقط.
أوقفت مترولاند ميديا التابعة لتورستار إصداراتها المطبوعة لكل من صحف بيتش-إيست يوك نيبرهودر فويس، وبلور ويست-باركدالي نيبرهود فويس، ويورك-سيتي سينتر نيبرهود فويس. أُغلقت المكاتب في بولتون التابعة لكاليدون إنتربرايز، وانتقل الموظفون إلى غرفة الأخبار المشتركة بين برامبتون غارديان وميسيسوغا نيوزو في ميسيسوغا.
في كيبيك، حوّلت سي إن 2 آي صحفها اليومية الست إلى إصدارات أسبوعية في يوم السبت اعتبارًا من مارس، ما أدى إلى تسريح 143 عامل مؤقتًا.
جرى إيقاف النسخة المطبوعة المجانية من سينغ تاو ديلي تورونتو التابعة لتروستار. أغلقت صحيفة كاناديان جيوش نيوز أبوابها بعد 60 عامًا من النشر، بينما باتت صحيفة ذا جيوش نيوز أند بوست في وينيبيغ، والتي تأسست عام 1925، متوفرةً على الإنترنت فقط.

## الهند
بحلول 4 مايو عام 2020، أُصيب ما يُعادل 100 صحفي بكوفيد-19 في الهند. جاءت نتائج اختبارات خمسة عشر موظفًا في شبكة أخبار جاي ماهاراشترا موجبة لفيروس كورونا، حالهم حال تسعة عشر موظفًا في صحيفة البنجاب كيساري.

## المملكة المتحدة
أبلغت العديد من المؤسسات الإعلامية عن انخفاض عائدات الإعلانات نتيجة جائحة كوفيد-19. قال وزير الدولة للرقميات والثقافة والإعلام والرياضة، أوليفر دودن، إن الوباء قد تسبب في «أكبر أزمة وجودية» في تاريخ الصحافة، إذ شهدت الصحف المحلية والوطنية انخفاضًا في توزيعها.
في 20 مارس 2020، علّقت صحيفة سيتي إيه. إم. التجارية اللندنية نشر نسختها المطبوعة وأعلنت تخفيض رواتب موظفيها إلى النصف في أبريل.
سرّحت شبكة «إندبندنت ديلي نيوز أند ميديا»، مالكة موقعي «ذي إندبندنت» و «إندي100» الإخباريين بعض موظفيها وخفضت أجور موظفين آخرين.
أعلنت بزفيد إنهاء أعمالها الإخبارية في المملكة المتحدة وأستراليا، ويرجع ذلك جزئيًا إلى انخفاض عائدات الإعلانات بسبب الجائحة، بالإضافة إلى تسريح موظفيها العشرة في المملكة المتحدة مؤقتًا ضمن سياسة تخفيض عدد العاملين.
أعلنت شركة الصحف ريتش بّي إل سي، الشركة الأم لصحف عدّة مثل ديلي ميرور وديلي إكسبريس، عن انخفاض بنسبة 30% في إيراداتها لشهر أبريل عام 2020.

## الولايات المتحدة الأمريكية
دفع تفشي كوفيد-19 واسع النطاق العديد من أهم الناشرين إلى إلغاء المحتوى المدفوع مؤقتًا على المقالات ذات الصلة، بما فيها كل من بلومبيرغ نيوز، وذا أتلانتيك، ونيويورك تايمز، ووولستريت جورنال، وذا سياتل تايمز. يُذكر أن العديد من الصحف المحلية قد كافحت للبقاء حتى قبل الأزمة. أعلنت العديد من الصحف الأسبوعية البديلة في المدن الكبرى المتضررة، بما في ذلك ذا سترينجر في سياتل وأوستن كرونيكل، عن تسريح العمال وإطلاق حملة تمويل بسبب نقص الإيرادات. شكّلت الإعلانات المتعلقة بالفعاليات والأماكن العامة غالبية إيرادات الصحف الأسبوعية البديلة، والتي تعطلت نتيجة إلغاء التجمعات العامة الرئيسية. انخفضت الإعلانات عبر الإنترنت أيضًا لتجنب عرضها بالتزامن مع تغطية أخبار فيروس كورونا.